# Violent Femmes (album)
Albums de Violent Femmes
Hallowed Ground
(1984)
Violent Femmes est le premier album du groupe Violent Femmes et celui qui connut le plus grand succès auprès du public. L'album est de style folk punk utilisant guitare acoustique et électrique, basse acoustique et caisse claire, mais aussi violon, xylophone et piano. Les textes abordent les frustrations adolescentes sur le sexe, l'amour et l'autorité.
Passé inaperçu lors de sa sortie en avril 1983 et n'étant pas classé dans le Billboard 200, il devient un album culte, disque d'or quatre ans après puis disque de platine quatre ans plus tard, devenant à cette occasion classé pour la première fois. En 2016 le total des ventes estimées est de 3 millions d'albums.
L'album est cité dans l'ouvrage de référence de Robert Dimery Les 1001 albums qu'il faut avoir écoutés dans sa vie.

## Titres
Tous les titres ont été composés par le chanteur Gordon Gano, sauf indiqué entre parenthèses.
1. Blister in the Sun (en) — 2:25
2. Kiss Off — 2:56
3. Please Do Not Go — 4:15
4. Add It Up — 4:44
5. Confessions — 5:32
6. Prove My Love — 2:39
7. Promise — 2:49
8. To the Kill — 4:01
9. Gone Daddy Gone — 3:06 (Gordon Gano, Willie Dixon)
10. Good Feeling — 3:59

### Titres bonus sur l'édition CD
1. Ugly — 2:21
2. Gimme the Car — 5:04

## Musiciens
- Gordon Gano — guitare, violon, chant
- Brian Ritchie — guitare basse électrique, guitare basse acoustique, xylophone, chant
- Victor DeLorenzo — batterie, tranceaphone, chant
- Mark Van Hecke — piano sur Good Feeling
- Luke W. Midkiff — percussions sur Kiss Off